# هومبيرتو سانشيز
هومبيرتو سانشيز هو لاعب كرة قاعدة دومينيكاني، ولد في 28 مايو 1983 في سانتو دومينغو في جمهورية الدومينيكان.

## وصلات خارجية
- هومبيرتو سانشيز على موقع دوري كرة القاعدة الرئيسي (الإنجليزية)
- هومبيرتو سانشيز على موقعبيزبول رفرنس.كوم (الدوري الرئيسي) (الإنجليزية)
- هومبيرتو سانشيز على موقعبيزبول رفرنس.كوم (الدوري الثانوي) (الإنجليزية)
- هومبيرتو سانشيز على موقع إي إس بي إن.كوم (أم.أل.بي) (الإنجليزية)
- هومبيرتو سانشيز على موقع مشجعي الرسوم البيانية (الإنجليزية)